# 斉田己幸
斉田 己幸（さいた みゆき）は神奈川県出身の日本の柔道家。現役時代は48kg級の選手。

## 人物
1978年7月に講道館で初開催となった女子の体重別選手権50kg級に出場すると、決勝で大塚中学2年の山口香に開始早々の小内刈で敗れて初代チャンピオンにはなれなかった。
東海大学1年の時には体重別選手権の決勝で無職の高橋瑞枝に敗れて、ニューヨークで初開催となる女子の世界選手権代表にはなれなかった。2年の時には体重別選手権で3位だった。3年の時には体重別選手権の決勝で日本電気の中原ひとみに敗れた。4年の時には強化選手選考会でも決勝で中原に敗れた。体重別選手権では決勝で浜名中学3年の橋本真由美に敗れて今大会4度目の2位に終わった。初開催となった福岡国際では決勝まで進むも、世界チャンピオンであるイギリスのカレン・ブリッグスに敗れて2位だった。
1984年には東海大精華女子高校の教員となると、1985年5月の強化選手選考会では決勝で科学捜査研究所職員の樫本共加を破って優勝した。6月に東京の講道館で開催された環太平洋柔道選手権大会では決勝でアメリカのジョアンヌ・クイリングを判定で破って国際大会初優勝を飾った。10月の強化選手選考会では決勝で清水中学2年の泉香澄に敗れて2位だった。

## 主な戦績
- 1978年 -　体重別選手権　2位　50kg級
- 1980年 -　体重別選手権　2位
- 1981年 -　体重別選手権　3位
- 1982年 -　体重別選手権　2位
- 1983年 -　体重別選手権　2位
- 1983年　- 強化選手選考会　2位
- 1983年　- 福岡国際　2位
- 1985年　- 強化選手選考会　優勝
- 1985年　- 環太平洋柔道選手権大会　優勝
- 1985年　- 強化選手選考会　2位

(出典、JudoInside.com)。